# Christine Gregoire
Pour les articles homonymes, voir Gregoire.
Christine Gregoire, née O'Grady le 24 mars 1947 à Adrian (Michigan), est une femme politique américaine, membre du Parti démocrate et gouverneure de l'État de Washington de 2005 à 2013. Elle est auparavant procureur général d'État de 1993 à 2005.
Déclarée vainqueure de l'élection de 2004 par 129 voix au troisième recomptage devant le candidat du Parti républicain, Dino Rossi, son élection demeure un lourd sujet de controverse et sa légitimité en est contestée. Elle est la seconde femme à occuper le poste de gouverneur de l'État de Washington, après Dixy Lee Ray, de 1977 à 1981. Elle est en outre la seule femme à être réélue à la fonction.

## Biographie

### Enfance et études
Christine Gregoire naît à Adrian dans le Michigan et grandit à Auburn, dans l'État de Washington. Elle sort diplômée de droit de l'université de Washington et de l'université Gonzaga de Spokane.

### Carrière politique
D'abord assistante du procureur général d'État Slade Gorton, Christine Gregoire est directrice du département de l'Écologie de l'État de Washington de 1988 à 1992, où elle négocie un accord avec l'Agence fédérale de protection de l'environnement et le département de l'Énergie des États-Unis pour nettoyer le centre nucléaire de Hanford.
En 1992, elle est élue au poste de procureur général d'État, fonction à laquelle elle est réélue deux fois. Elle s'illustre notamment dans les causes de l'environnement et dans la lutte contre les industries du tabac. Un scandale politique éclate en 2000 dans lequel sa responsabilité est engagée quand de lourdes fautes sont relevées à l'encontre de son cabinet. En effet, celui-ci omet de faire appel dans les délais légaux contre un verdict rendu à l'encontre de l'État de Washington portant sur la somme de 17,8 millions de dollars. Cette faute est accompagnée de comportements frauduleux pour tenter de cacher cette erreur de procédure.

#### Gouverneure de l'État de Washington
Lors de la campagne de 2004 pour le poste de gouverneur de l'État de Washington, Christine Gregoire est la candidate du Parti démocrate. Lors des primaires, elle se maintient face à des accusations de racisme du fait qu'elle est membre d'une confrérie étudiante « réservée aux blancs », alors qu'elle est à l'université. Durant la campagne électorale proprement dite contre son adversaire républicain, Dino Rossi, ancien sénateur de l'État, elle se prononce pour les recherches sur les cellules souches mais son discours rencontre peu d'écho. Elle est par contre critiquée pour être une notable d'Olympia, la capitale, dont le parti gouverne l'État depuis la fin des années 1980. Elle répond en promettant de remettre au pas la bureaucratie et d'amener elle-même le changement, surprenant négativement ses propres partisans et collègues.

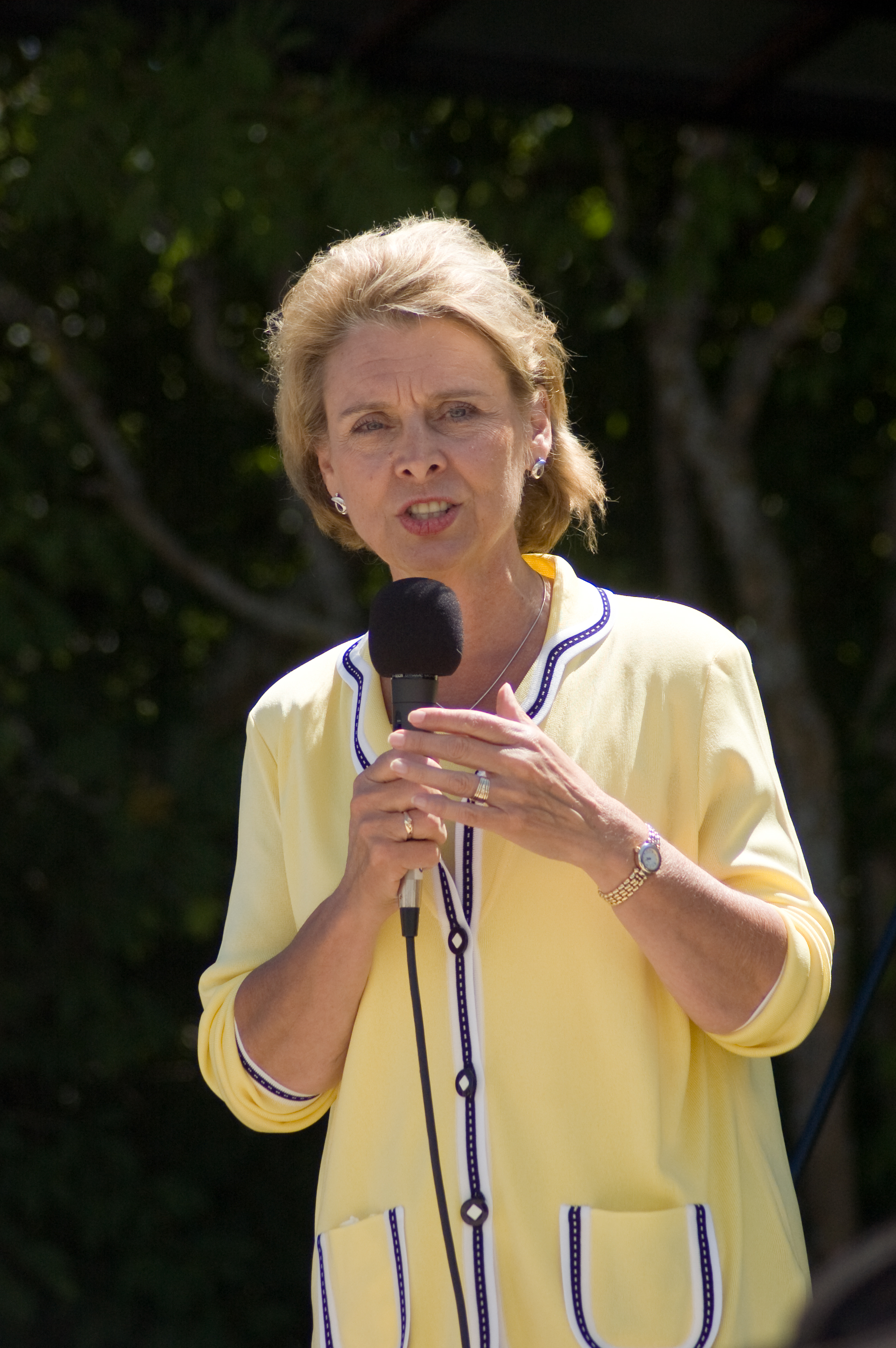
Christine Gregoire en campagne pour les élections de 2008.

Son incapacité à promouvoir le bilan des gouverneurs démocrates passés et sa propension à s'auto-congratuler lui aliènent bon nombre de ses partisans naturels. Les publicités négatives s'acharnent en rappelant une autre erreur bureaucratique de son cabinet en 2002 ayant coûté 22,4 millions de dollars aux contribuables, faisant écho au précédent fiasco de 2000.

##### Difficile élection comme gouverneur
Au soir du 2 novembre 2004, le républicain Dino Rossi est en tête des suffrages avec 261 voix d'avance. Un recomptage automatique diminue ensuite cette avance à 42 voix. Pourtant le 3 décembre, le Parti démocrate réclame un recomptage manuel et dépose également une motion devant la Cour suprême de l'État, pour demander la prise en compte des bulletins rejetés dans le comté de King à Seattle et donc non comptabilisés.
Après un premier refus de cette prise en compte par un juge de la cour supérieure du comté de Pierce, la Cour suprême de l'État, dont les membres sont tous nommés par des gouverneurs démocrates, dans un arrêt du 22 décembre, prend une décision unanime contraire et demande que les bulletins litigieux du comté de King soient bien recomptés. Ce comté est un bastion démocrate sans lequel l'État de Washington aurait depuis longtemps basculé chez les républicains, comprenant la ville de Seattle aux mains des démocrates.
Sur 732 bulletins litigieux, 566 sont finalement validés et ajoutés au décompte final le 23 décembre 2004 donnant ainsi une avance de 130 voix à Christine Gregoire. Le 30 du même mois, le secrétaire d'État, le républicain Sam Reed, certifie la victoire de Christine Gregoire par 129 voix.
Cependant, Dino Rossi, donné vainqueur jusqu'à ce 23 décembre, n'accepte pas de reconnaître sa défaite, ni l'ensemble des républicains de l'État avançant plusieurs raisons : 
- plusieurs militaires expatriés républicains et établis dans le comté de King, affirment n'avoir pu voter car ils n'ont jamais reçu leur bulletin de vote tout comme les militaires expatriés établis dans le comté de Snohomish ;
- la liste électorale du comté de King serait frauduleuse.

En mai 2005, les sondages indiquent que les deux tiers des habitants de l'État pensent que Dino Rossi est effectivement le vainqueur de l'élection, remettant ainsi en question la légitimité de Christine Gregoire. En juin cependant, Dino Rossi échoue à fournir devant les tribunaux les preuves matérielles des fraudes et des irrégularités invoquées. Il renonce à aller devant la Cour suprême en invoquant la filiation démocrate des juges, validant ainsi l'élection de Christine Gregoire.

##### Réélection en 2008
En 2008, Christine Gregoire se représente à sa propre succession, toujours face à Rossi. Elle l'emporte cette fois, avec assurance, en obtenant 53 % des voix toujours grâce aux votes des électeurs du comté de King et de ceux de la côte Pacifique. Elle soutient Barack Obama lors des primaires présidentielles, ce dernier remportant tous les comtés de l'État lors de ses caucus. Après deux mandats successifs, elle ne se représente pas et l'ancien représentant fédéral Jay Inslee, lui aussi démocrate, est élu pour lui succéder en novembre 2012.

### Vie privée
Christine Gregoire est mariée et est mère de deux filles.